# Culinária do Gabão

Localização do Gabão

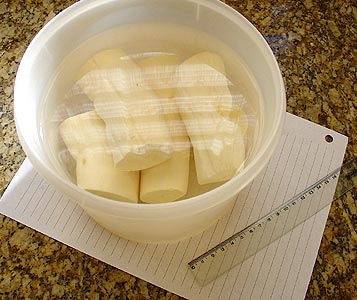
Raiz de mandioca descascada. A mandioca é um alimento básico importante no Gabão

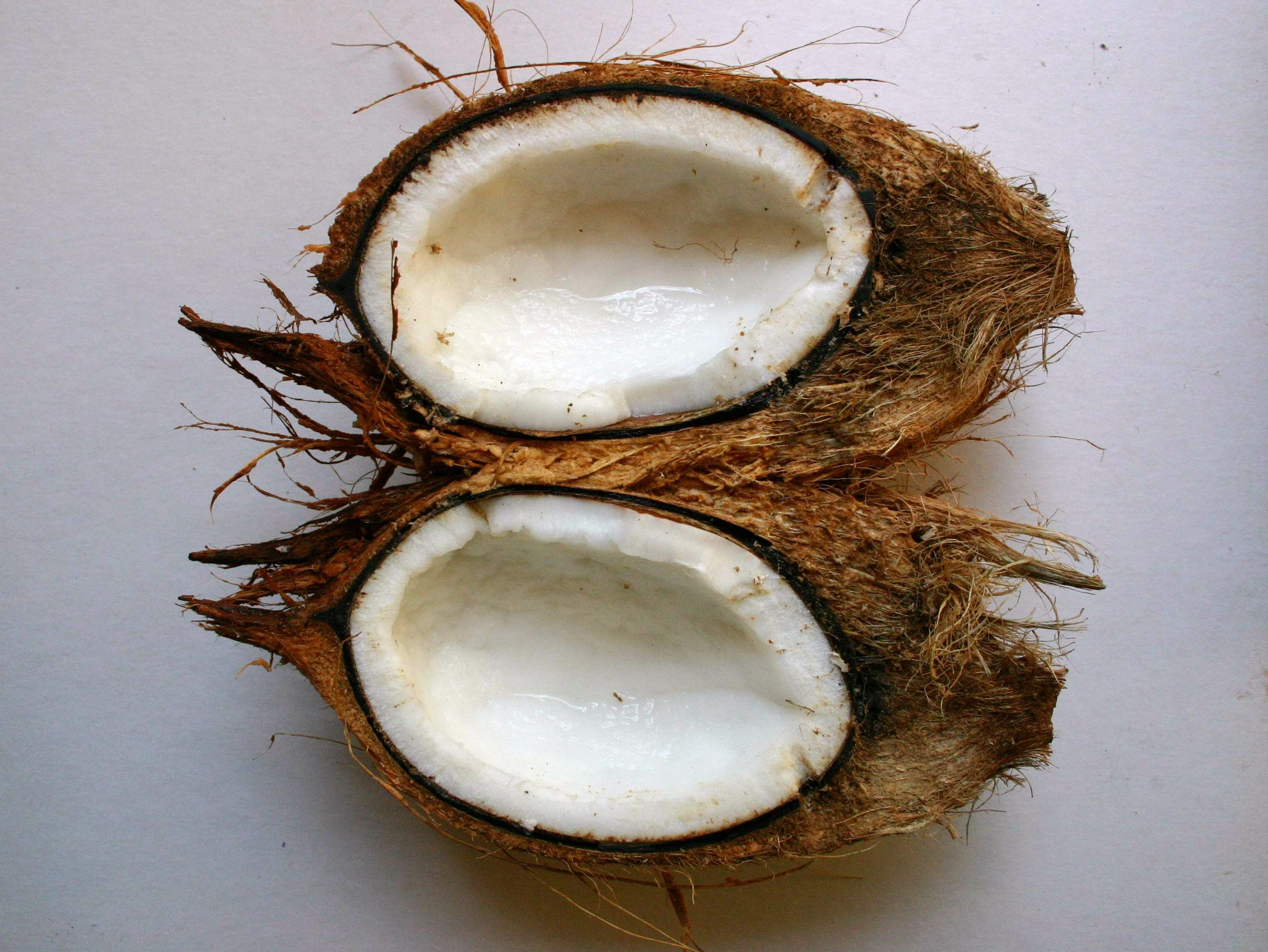
Um coco partido

A cozinha gabonesa é a tradição culinária, práticas, alimentos e pratos associados ao Gabão, um estado soberano na costa oeste da África Central. A culinária francesa é predominante como uma influência notável, e em cidades maiores, várias especialidades francesas estão disponíveis. Nas áreas rurais, alimentos básicos como mandioca, arroz e inhame são comumente usados. As carnes, quando disponíveis, incluem frango e peixe, e carnes do mato, como antílope, javali e macaco. Molhos são frequentemente usados, com pasta de berbere de pimenta vermelha quente sendo um exemplo comum. As frutas incluem banana, mamão, goiaba, manga, abacaxi, coco, abacate e amendoim. Banana-da-terra, tomates, milho e berinjela também são usados.

## Comidas e pratos comuns
- Atanga, Dacryodes edulis, uma fruta firme que é fervida e frequentemente usada como pasta no pão.[1] Atanga às vezes é chamada de "manteiga do mato"
- Beignets, um tipo de massa frita em óleo, são muito comuns.
- Espetos
- Carnes secas, principalmente em áreas rurais
- Fufu, um prato feito de mandioca triturada[2]
- Nyembwe, frango com pinhão[3]
- Frango ao molho de mostarda com alho, cebola e suco de limão
- Ensopados de carne
- Congo Chewies (originado no Congo, servido como sobremesa)
- Frutos do Mar
- Peixe defumado
- Banana assada, coberta com pão ralado e servida com creme de leite e açúcar mascavo
- Gari, uma farinha de mandioca preparada como mingau
- Bananas-da-terra, inteiras, esmagadas e amassadas